# Hypecoum erectum
Hypecoum erectum és una espècie de planta herbàcia de la família de les papaveràcies, pertanyent a la subfamília de les fumariòidies. És una espècie autòctona del Nord-Est d'Àsia (la Sibèria, Mongòlia i la Xina).

## Descripció
Són herbes anuals, de color glauc i cotilèdons linears. Les fulles, molt nombroses, estan agrupades en rossetes basals i presenten un pecíol llarg d'entre 1 i 3 cm. El limbe és oblatolanceolat, fortament partides, 2-3 pinnatisectes i de mida variable: 4-11 cm de llarg per 0,8-2,5 d'amplada. Produeix nombroses flors (fins una vintena) agrupades en inflorescències laxes, generalment en forma de dicasi situat al capdamunt del peduncle floral de fins a 40 cm, mancades de fulles vertaderes però amb la presència de bràctees oposades. Aquestes bràctees estan fortament dividides en segments estrets, sobretot a la part inferior del dicasi, mentre que les bràctees més superiors són de mida petita i partició menys marcada. Els sèpals són llargs i persistents, de forma ovada d'uns 2 mm de llargada, marge enter i àpex acuminat. La corol·la és tetràmera (4 pètals) és groga, sovint amb pètals amb taques més fosques. Els pètals exteriors fan de 10-12 per 10-19 mm de mida i són trilobats. Els interiors estan tripartits, dividits fins a la meitat del pètal. La flor s'obre durant les primeres hores del dia i es tanca durant el capvespre. El fruit és una loment dehiscent en dos valves, d'uns 4-6 cm de llargada per 1 mm d'amplada, lleugerament aplanat. Produeix unes 30-40 llavors per fruit, de color negre, més o menys rectangular, aplanades i d'1 mm per costat. Floreix i fructifica d'abril a octubre.

## Hàbitat i distribució
Creix en vessants, prats, graveres o vores de cursos fluvials, dels 400 als 1200 metres d'alçada del Nord-Est d'Àsia. Es troba a Mongòlia, a les regions russes de l'Altai, Irkutsk, Krasnoyarsk, Sibèria Oriental, Tuva, Buriàtia, Zabaikàlie i a les regions xineses del Centre septentrional, Centre meridional, Manxúria, Xinjiang i Mongòlia Interior.